# Eidos
Eidos (griechisch εἶδος eîdos, deutsch ‚das zu Sehende, Gestalt‘, zu indogermanisch *weyd- ‚sehen‘, vgl. die griechische Perfektform οἶδα oîda‚ [ich habe gesehen]‘ → ‚ich weiß‘) bezeichnet Gestalt, Form oder Aussehen.
Der Begriff findet sich bereits in Platons Dialogen Kratylos und Parmenides, wo er meist als „Idee“ übersetzt wird. Bei Aristoteles steht er im Gegensatz zur Materie (hýlē ὕλη). In der Phänomenologie von Edmund Husserl steht der Begriff für das Wesen.

## Bedeutung bei Aristoteles
Eidos hat für Aristoteles vor allem zwei unterschiedliche Bedeutungen:
- im Sinne der logischen oder naturwissenschaftlichen Klassifikation die Art einer Gattung
- im Sinne der Form (etwa einer Bronzekugel oder der Konstruktionsanleitung eines Hauses) der Gegenbegriff zur Materie, dem Stoff, der hýlē (dieser Bronzekugel, der Bauteile dieses Hauses).

Eidos ist für Aristoteles ein zentraler Begriff. In seiner Metaphysik bestimmt er das Eidos als die „inseiende Form“ (to eidos to enon) der (primären)  Substanz oder ousia. (Met. VII 11, 1037a 29-30) Form und Materie sind zwei Perspektiven auf das eine Ganze (synolon). Kein Einzelding besteht ohne Materie. Aber es ist nicht definierbar ohne seine Form, ohne das Allgemeine, das in ihm enthalten ist.
Der Begriff der Eidetik, der Begriff des Wesens als anschauliche Gegebenheit, ist von eidos abgeleitet.